# Лебкі-Дуже
Лебкі-Дуже (пол. Łebki Duże) — село в Польщі, у гміні Грабово Кольненського повіту Підляського воєводства.
Населення — 36 осіб (2011).
У 1975-1998 роках село належало до Ломжинського воєводства.

## Демографія
Демографічна структура станом на 31 березня 2011 року:
|          | Загалом | Допрацездатний вік | Працездатний вік | Постпрацездатний вік |
| -------- | ------- | ------------------ | ---------------- | -------------------- |
| Чоловіки | 18      | 5                  | 10               | 3                    |
| Жінки    | 18      | 4                  | 7                | 7                    |
| Разом    | 36      | 9                  | 17               | 10                   |